# Motorenfabriek Thomassen De Steeg

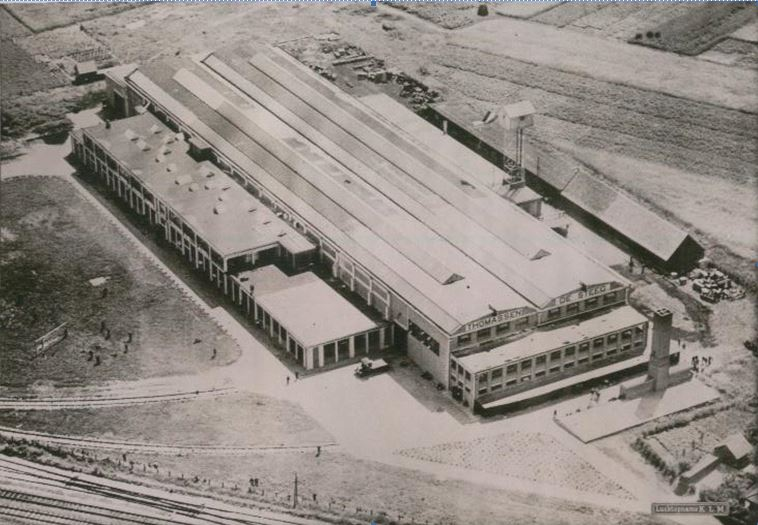
Thomassen De Steeg in of kort voor 1928

Motorenfabriek Thomassen De Steeg was een fabriek in het Gelderse De Steeg die meer dan 100 jaar heeft bestaan. Gedurende die tijd zijn er velerlei machines en motoren ontwikkeld en gebouwd. De onderneming is aan het einde van de 20e eeuw gesplitst in vijf zelfstandige ondernemingen. Drie van deze ondernemingen voeren nog de naam Thomassen als deel van hun bedrijfsnaam.

## Ontstaan
Een van de zonen van molenaar en stoomwerktuigenfabrikant Willem George Frederik Thomassen (Rheden, 1803 – Linschoten, 1881), Geurt (Arnhem, 1837-1928), begon in 1883 een smederij en reparatiewerkplaats in de Rodenburgstraat in Arnhem.  De eerste werkzaamheden van het bedrijf hadden te maken met windmolens en met de spoorwegen. De door hem ontwikkelde machine voor het scherpen van molenstenen werd aan molenaars in heel Nederland geleverd, gevolgd door complete maalinrichtingen, vaak inclusief een stoominstallatie. In 1892 verhuisde het bedrijf naar een groter pand in de Weerdjesstraat in Arnhem en werd daar in 1893 voortgezet onder de naam Thomassen & Co.. Als compagnon trad Pieter Willem van Rossem een tiental jaren op. In het nieuwe bedrijf kwam twee neven van Geurt Thomassen, Willem George Frederik (Frits) Thomassen (1879) en Gerrit (de broer van Frits) te werken. Men startte met de vervaardiging van petroleummotoren, eerst mede als vertegenwoordiger van het Britse National Gas Engine. Rond 1900 volgden gasmotoren. In 1897 werkten er circa 18 arbeiders, een aantal dat redelijk snel toenam tot 120 in 1919, mede dankzij de successen bij de export van motoren waarmee in 1909 werd gestart. De oprichter en naamgever verliet in 1910 het bedrijf, het stond daarna tot 1925 onder leiding van O. Gunning met Frits Thomassen als mededirecteur.

## Groei
In 1922 vond de verhuizing naar De Steeg (Gelderland) plaats. Daar verkreeg het bedrijf een aaneengesloten terrein van ruim 10 ha met eigen spooraansluiting en volop de ruimte om verder te groeien. Maar de verwerving en nieuwbouw bracht een drukkende schuldenlast teweeg, waarbij de Bataafse Petroleum Maatschappij de helpende financiële hand toestak, in ruil voor een aanzienlijk belang. In de jaren dertig viel de afzet ver terug, in 1930 werden 170 van de 440 werklieden ontslagen, het jaar daarop nog eens 80, uiteindelijk bleven 190 werklieden over. Het wegvallen van het traditionele orderpakket werd deels gecompenseerd door het maken van bussen, onder meer in automobielcilinders, en tandradpompjes voor de kunstzijde-industrie. De wederopbouw bracht weer een grote opbloei. Midden jaren vijftig telde Thomassen een 700 werknemers. Dezen werkten grotendeels, een 80%, voor de export. 

## Producten
MotorenBegonnen met de verkoop van Engelse “National” motoren, ontwikkelde Thomassen eigen gas- benzine- en dieselmotoren. De eerste motor werd in 1896 geproduceerd, de laatste in 1982. Vermogens gingen van 0,5 tot 3000 pk. Thomassen heeft samengewerkt met het Deense Frichs en met Stork.
GasgeneratorenOm te voldoen aan de vraag naar brandstofgas voor gasmotoren ging Thomassen gasgeneratoren van het merk Simplex (Engels) en later Pierson (Nederlands, geproduceerd in Frankrijk) leveren. Thomassen ontwikkelde ook een eigen gasgenerator. In de oorlogsjaren 40-45, toen er geen benzine te krijgen was, werd dit product weer populair. De motoren zogen het gas zelf aan, vandaar de naam zuiggasgenerator.
ZuigercompressorenThomassen begon met het ontwikkelen van zuigercompressoren voor de Bataafse Petroleum Maatschappij (BPM, later Shell). De eerste compressor werd in 1921 afgeleverd. De productie van zuigercompressoren is zeer succesvol gebleken en vindt nog steeds plaats. De grootste compressoren nemen een vermogen op van meer dan 13.000 kW. Thomassen heeft een licentiehouder voor de zuigercompressoren in Japan; Mitsui Engineering & Shipbuilding. Er zijn meer dan 1500 compressoren afgeleverd.
CentrifugaalcompressorenOp basis van een in 1955 verkregen licentie van Carrier te Syracuse (New York) (later Elliott) bouwde Thomassen zeer succesvol centrifugaalcompressoren voor de olie- en gasindustrie. Deze compressoren werden gemaakt voor de hoogste drukken die nodig zijn in kraakinstallatie of bij het werk op olie- en gasvelden die onder hoge druk staan. Wegens verslechtering van de markt trok Elliott in 1988 de licentieovereenkomst in. Howden Thomassen Compressors levert nog wel reservedelen en service voor centrifugaalcompressoren.
StoomturbinesEveneens onder licentie van Elliott werden vele kleine stoomturbines gebouwd. Deze eenvoudige stoomturbines spelen een belangrijke rol in de petrochemie, als aandrijvers of noodaandrijvers van pompen en ventilatoren, maar ook wel als startmachines van grote gasturbines. Later verkreeg Thomassen een licentie van General Electric voor het bouwen van grotere stoomturbines die veelal werden ingezet bij warmte-krachtcentrales (WKC) of bij Stoom- en gasturbinecentrales (STEG).
GasturbinesThomassen begon in 1958 met het bouwen van Westinghousegasturbines onder een licentieovereenkomst met Westinghouse. Toen deze overeenkomst wegens de fusie met RSV niet meer mogelijk was verkreeg Thomassen een licentie voor het bouwen van General Electric (GE) gasturbines. Deze overeenkomst heeft tot 1999 geduurd. In totaal heeft Thomassen 263 zware industriële gasturbines (Heavy Duty, HD) afgeleverd in vermogens tussen 11 MW en 125 MW. Vanaf 1985 begon Thomassen met de levering van LM gasturbines. Deze lichte machines voor Land en Marine zijn afgeleid van een vliegtuigmotor. Hoewel de machine zelf door GE in Amerika werd gebouwd, was Thomassen verantwoordelijk voor het gehele ontwerp en de bouw van de installatie ("packaging" genoemd), vaak een WKC met een stoomketel, een stoomturbine en een generator. Ook deze productie eindigde in 1999, na het leveren van 38 installaties in vermogens tussen 14 MW en 43 MW. Op de Heavy Duty gasturbines wordt nog steeds service verleend, door Ansaldo Thomassen in Rheden, Gld. De service op LM-gasturbines is door GE Energy Europe in 2015 verplaatst naar Brindisi, Italië.
JaknikkersEen belangrijk product voor Thomassen. Er zijn heden nog duizenden jaknikkers in bedrijf, vooral in Venezuela en Indonesië. De laatste jaknikker die in Nederland in bedrijf was is in 2014 verhuisd naar het Nederlands Openluchtmuseum in Arnhem. In de jaren negentig werd de productie van deze machines gestaakt.

## Tijdlijn

Motorenfabriek Thomassen
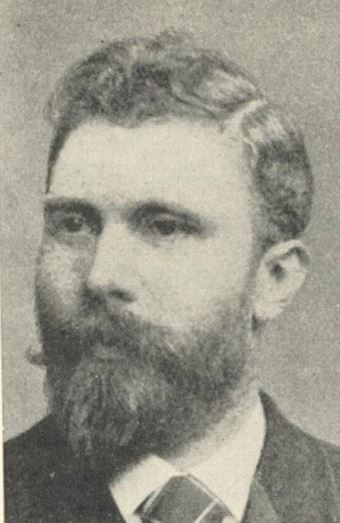
1883: Werkplaats en smederij Geurt Thomassen opgericht in de Rodenburgstraat in Arnhem
- 1892: Verhuizing naar de Weerdjesstraat, bedrijfsnaam Thomassen & Co
- 1893: Frits Thomassen komt in dienst van het bedrijf
- 1896: Eerste gasmotoren “Gelria” en “Insulinde” in eigen beheer ontwikkeld
- 1904: Eerste Thomassen zuiggasgenerator geproduceerd
- 1906: N.V. Machine- en Motorenfabriek v/h Thomassen & Co opgericht
- 1908: Begin van levering Piersonzuiggasgeneratoren
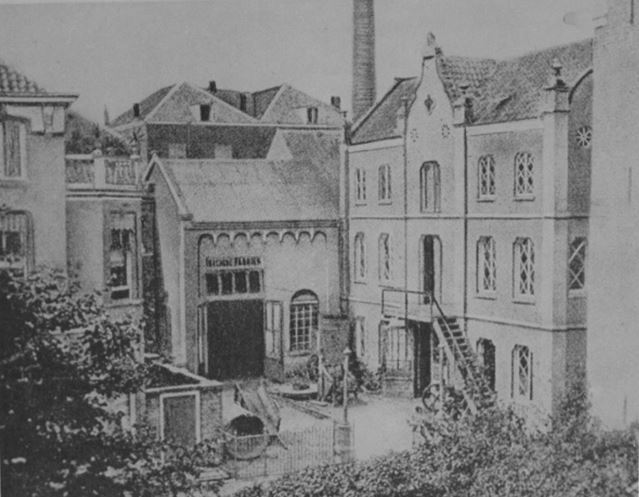
1910: Thomassen zuiggasmotor met Piersongasgenerator verwerft in Sint-Petersburg de hoogste onderscheiding. Geurt Thomassen verlaat het bedrijf en begint een eigen nieuw bedrijf G. Thomassen Machine- en Motorenfabriek, gevestigd in de Rozenstraat in Arnhem
- 1913: “Thomassenmotor” officieel als merknaam geregistreerd
- 1914: Invoering van de 55-urige werkweek. De eerste Thomassendieselmotor is gereed
- 1914: Productie van spinpompen voor Enka en militair materiaal voor Artillerie-inrichtingen Hembrug
- 1917: Grote order voor motoren voor de Bataafse Petroleum Maatschappij (BPM)
- 1918: Invoering van de 48-urige werkweek
- 1919: Eerste dividend van de N.V. uitgekeerd (6%)
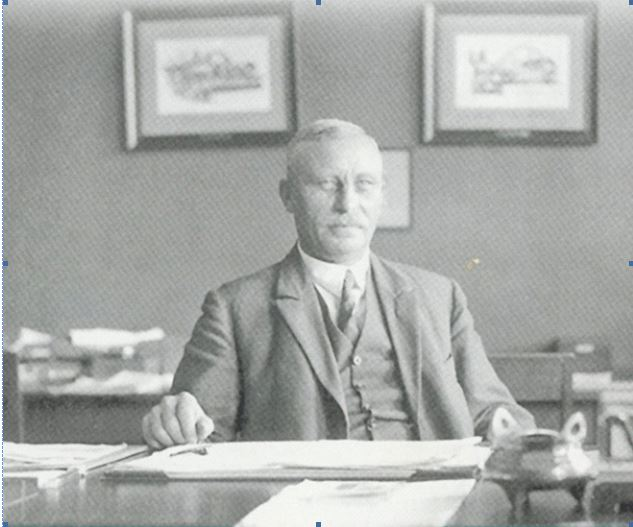
1921: Thomassen ontwerpt en bouwt haar eerste zuigercompressoren, bestemd voor de BPM
- 1922: Invoering van de 45-urige werkweek. Verhuizing naar de nieuwe fabriek in Rheden, post De Steeg
- 1924: BPM (Shell) neemt een meerderheidsbelang in Thomassen
- 1927: Licentieovereenkomst met Ricardo plc voor de bouw van dieselmotoren
- 1928: Levering van de 200e compressor en de 2000e motor
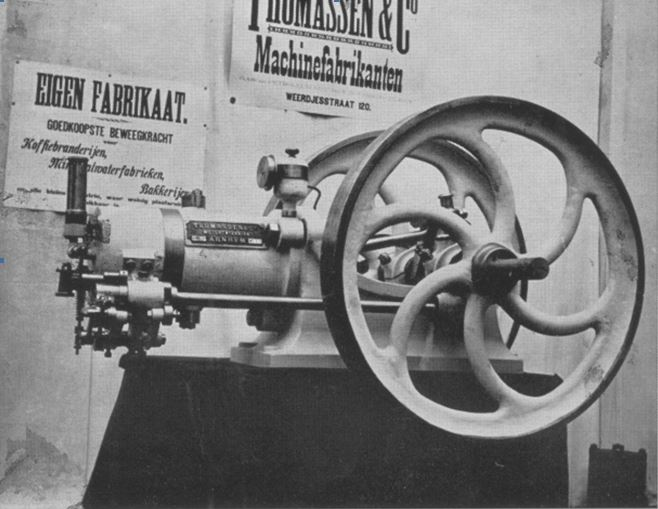
1929: Ontwerp en bouw van de eerste verticale Thomassen dieselmotor, type VO. Eerste toepassing van een horizontale gasmotorcompressorcombinatie
- 1930: Invoering ziektewet; Thomassen houdt eigen ziekenfonds via de afdelingskas. Eerste cao voor de metaalindustrie getekend.
- 1933: Bouw van de eerste Thomassen pumping unit (jaknikker). Licentieovereenkomst met Frichs voor de bouw van “snellopende” dieselmotoren
- 1934: W.G.F. (Frits) Thomassen wordt directeur van het bedrijf, samen met ir. J.A. Mijnlieff
- 1936: De eerste Thomassen snellopende dieselmotor wordt afgeleverd, type 6Fa
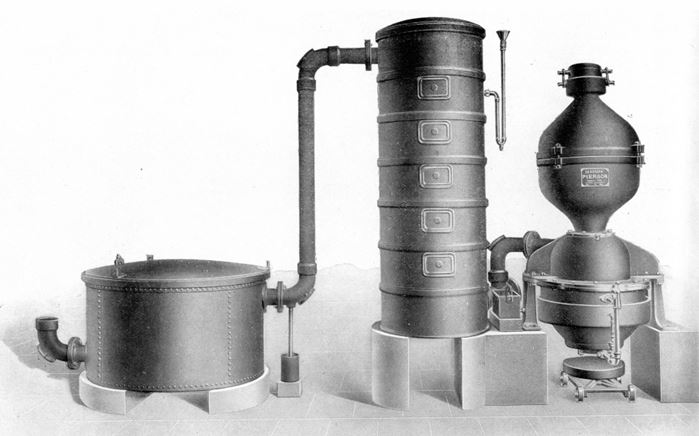
1939: Overlijden van Frits Thomassen. Eerste storting ten behoeve van het W.G.F. Thomassenpensioenfonds. Eerste toepassing van drukvulling op een Thomassendieselmotor
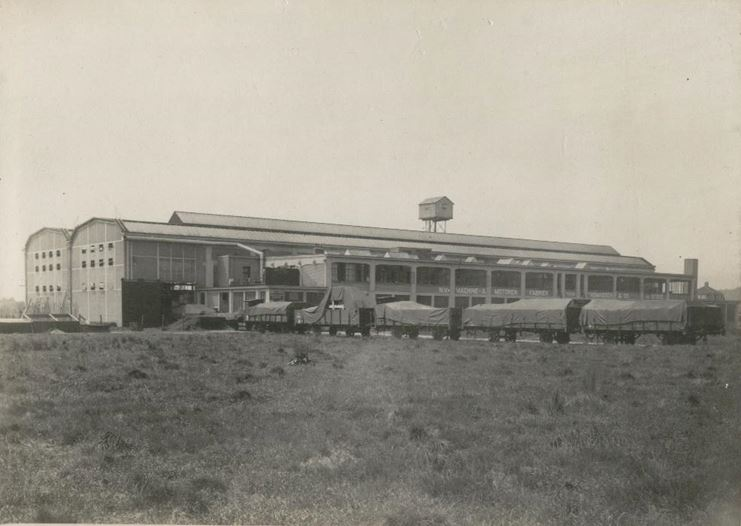
De nieuwe Thomassenfabriek in Rheden, post De Steeg, 1926
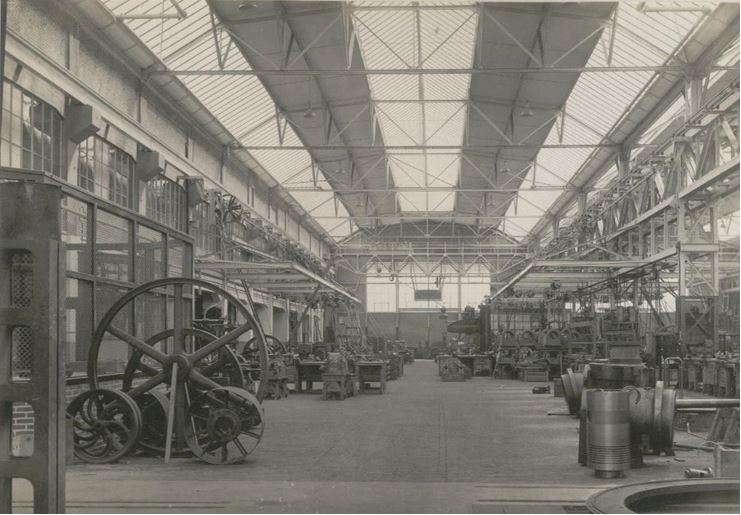
Bedrijfshal in de nieuwe Thomassenfabriek, 1926
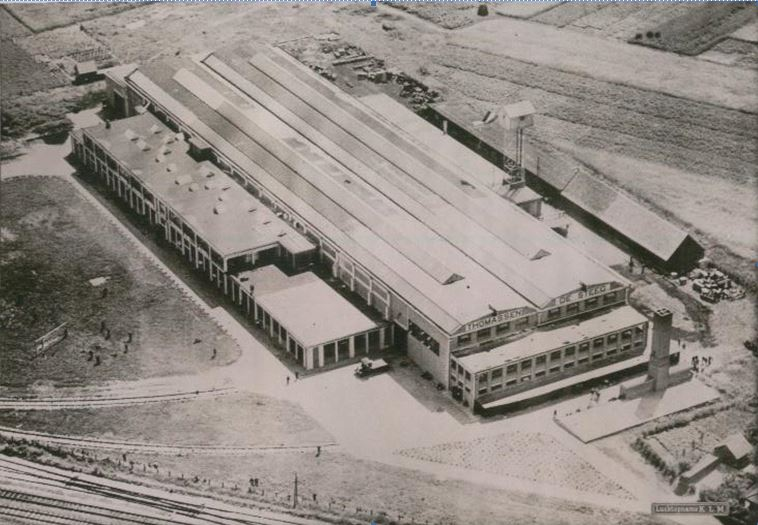
1940-45: Productie van zuiggasgeneratoren voor de Nederlandse auto’s. Geheime ontwikkeling van een gasmotorcompressorcombinatie. Clandestien werk voor na de oorlog gaat door. Deel van het Thomassenpersoneel naar Duitsland afgevoerd voor de “Arbeitseinsatz”. Oprichting van het W.G.F. Thomassenpensioenfonds. Drie Thomassenmedewerkers door de Duitsers zonder proces gefusilleerd wegens een staking tegen de Duitse bezetter. Fabriek gedeeltelijk leeggeroofd door de Duitsers; productie gestopt in 1944.
- 1946: Levering van de eerste V-gasmotorcompressorcombinatie type 4NC aan de BPM. Bouw van de eerste Thomassen bedrijfswoningen aan de Havelandseweg in Rheden
- 1947: Levering van de eerste Thomassen scheepsmotor met drukvulling
- 1948: Oprichting van de bedrijfsschool. Thomassenmachinepark weer compleet. Samenwerkingscontract met Stork voor de bouw van tweetaktdieselmotoren getekend
- 1949: Succesvolle proefvaart van dieselelektrische ijsbreker Walvis met drie Thomassenmotoren 6Fa. Bouw van 20 personeelswoningen aan de Havelandseweg in Rheden
- 1950: Eerste V-gasmotorcompressorcombinatie 8Nac afgeleverd; naamswijziging van de firma in “N.V. Motorenfabriek ‘Thomassen’”
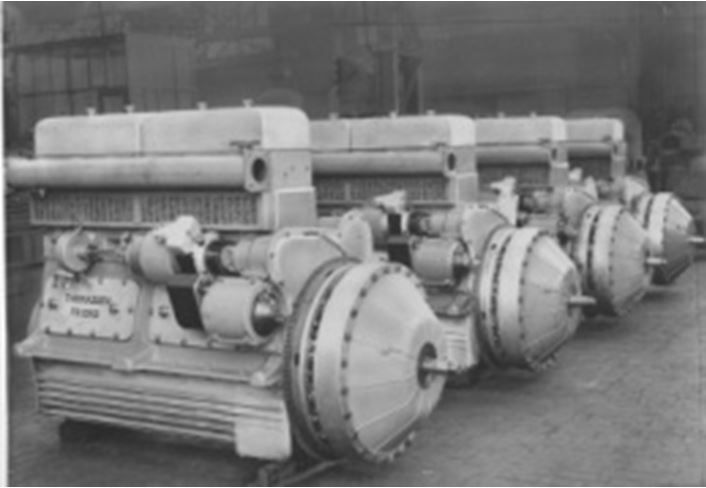
1951: Levering van de eerste Thomassendieselmotoren type 6Fe voor locomotieven van de NS
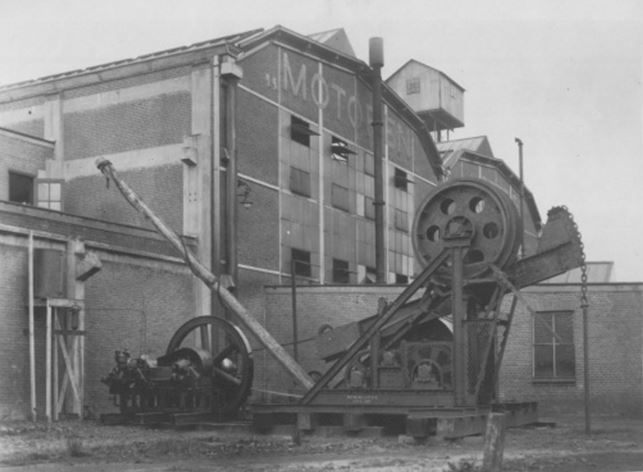
1953: Eerste Thomassen-Stork tweetaktlocomotiefmotor type ST afgeleverd. Oprichting van de vereniging van gepensioneerden “De Schakels”. Thomassen herstelt gratis alle Thomassenmotoren die geleden hebben bij de watersnoodramp
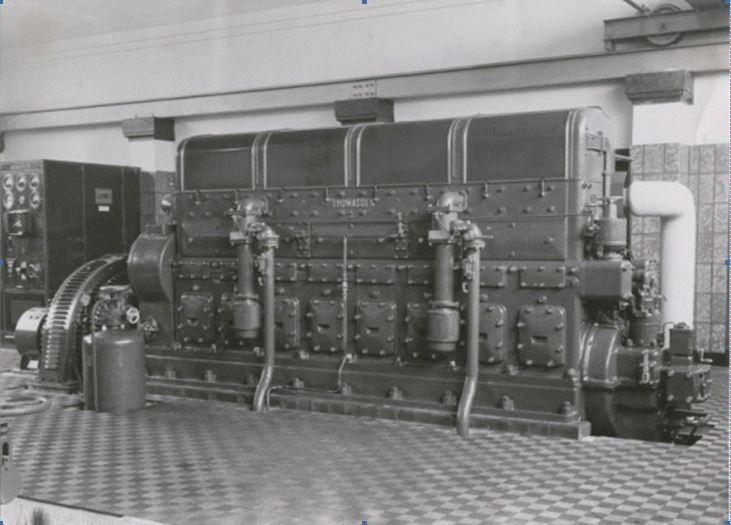
Thomassendieselmotor type 8VO met Smitgenerator
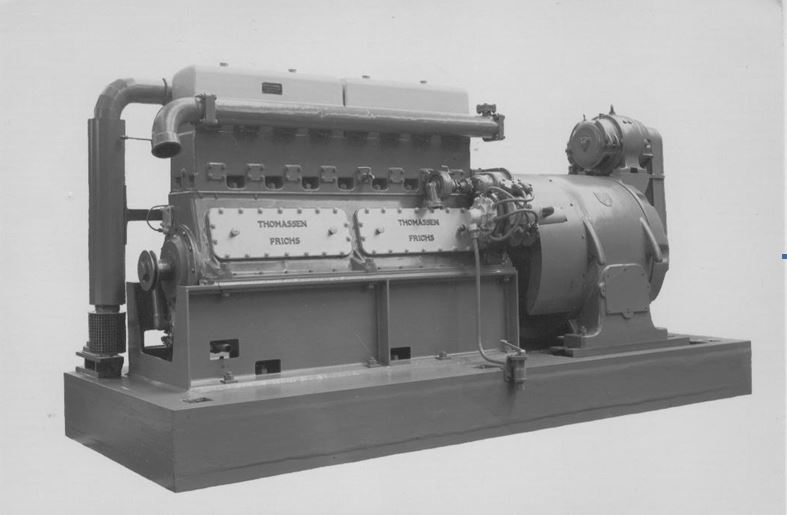
Thomassen-Frichsdieselmotor type 8Fb met Heemafgenerator
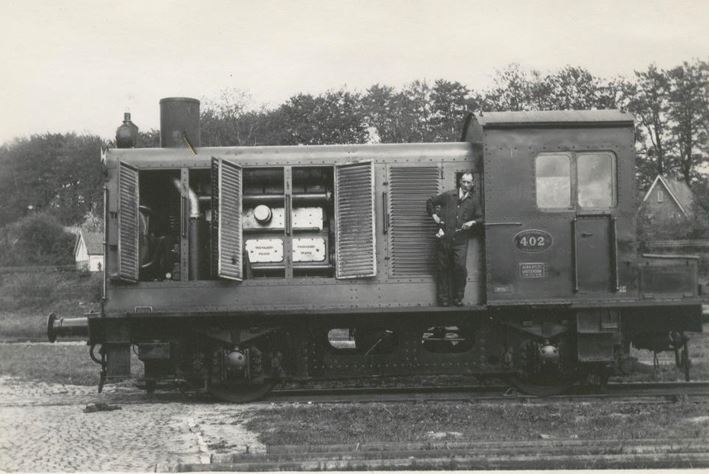
NS locomotief 402 met Thomassenmotor type 6Fa en Smitgenerator
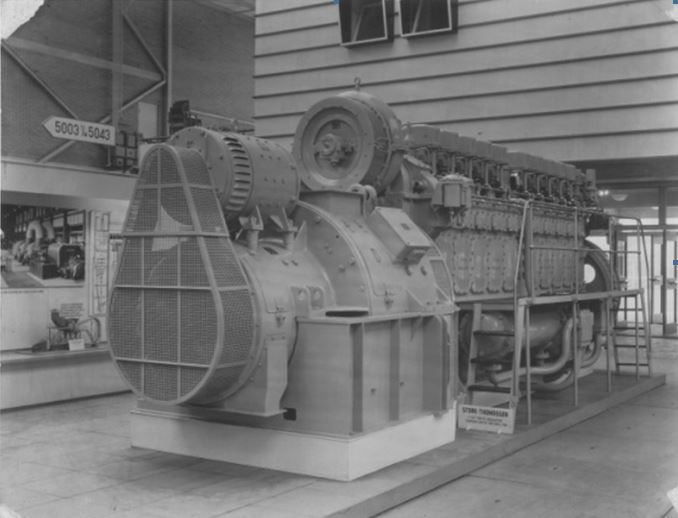
Stork-Thomassendieselmotor 10STT met Smitgenerator
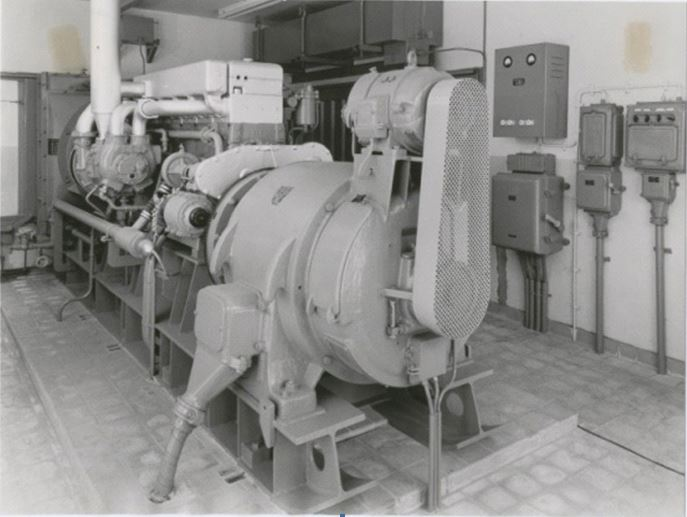
Dieselmotor 6Fe met Heemafgenerator
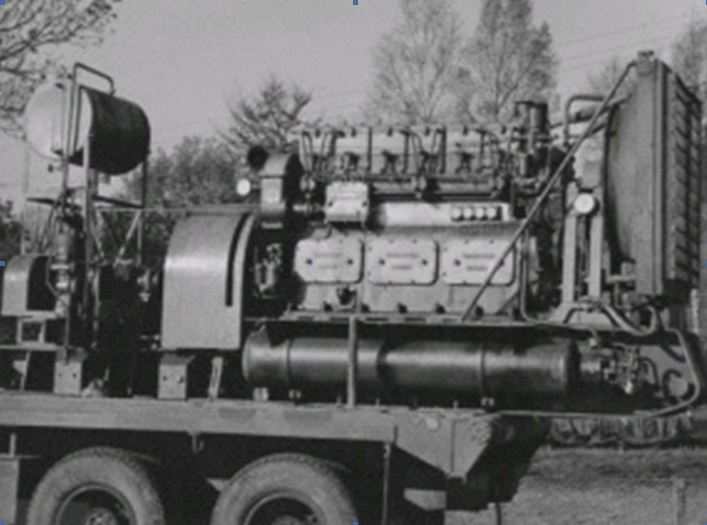
Thomassen-Frichsmotor type 6Fa met aandrijving voor boorinstallatie van de Nederlandse Aardolie Maatschappij (1949)
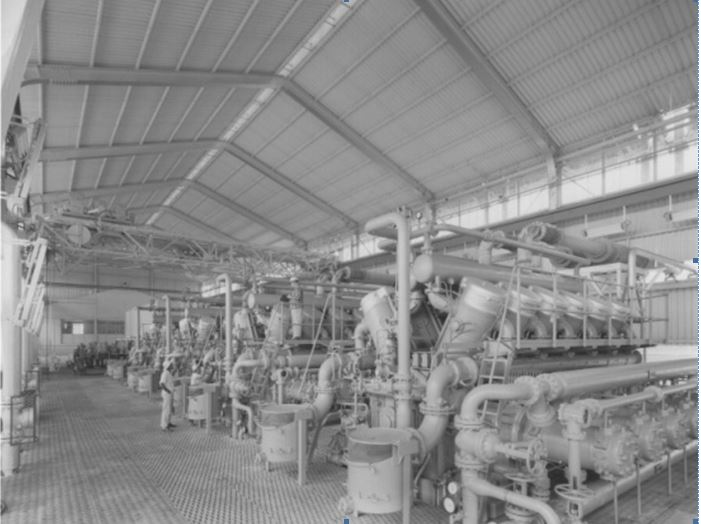
Gasmotorcompressor aggregaat type 12 NaC
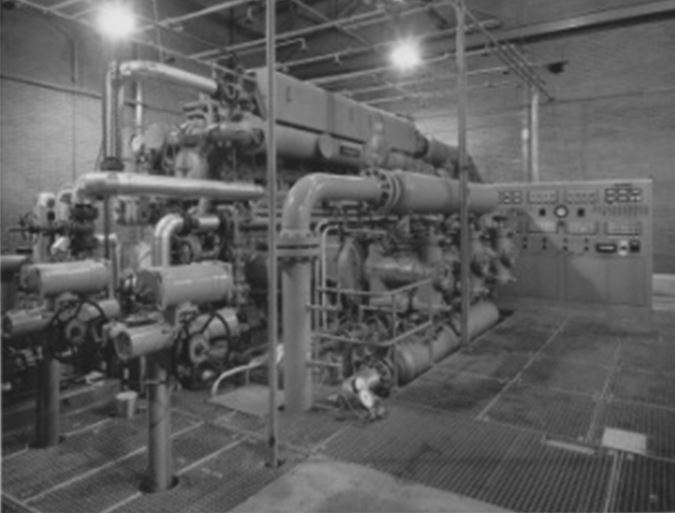
Gasmotorcompressoraggregaat type 6LGC in gasstation in Friesland (1974)
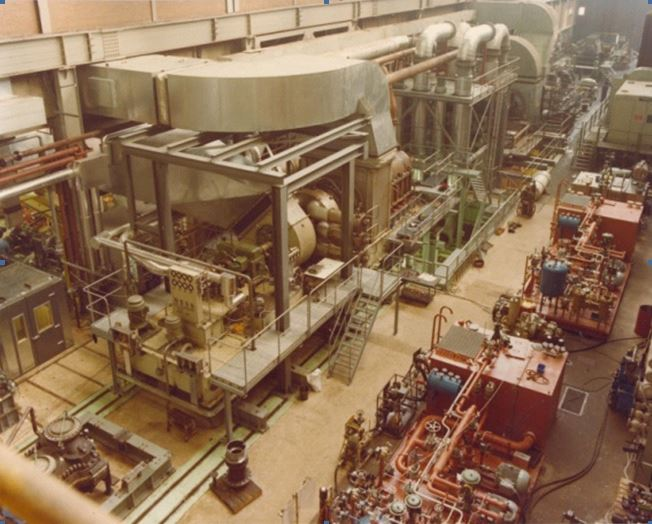
Thomassen-GE gas turbine type MS3002 drijft een centrifugaalcompressor op de proefstand

- 1954: Oprichting van het ir. J.A. Mijnliefffonds voor Gemeenschappelijke Bijstand. Licentieovereenkomst met Nuovo Pignone voor het bouwen van Thomassengasmotorcompressoraggregaten in Italië
- 1955: Licentieovereenkomst met Carrier International Ltd. voor het bouwen van Elliottcentrifugaalcompressoren. Shell verkoopt de meerderheid van de aandelen, notering van Thomassenaandelen aan de beurs van Amsterdam
- 1958: Licentieovereenkomst met Westinghouse voor de bouw van gasturbines
- 1960: Thomassen verleent licentie aan Mitsui Engineering & Shipbuilding in Japan voor de bouw van Thomassenzuigercompressoren
- 1966: Fusie met Rotterdamsche Droogdok Maatschappij en Koninklijke Maatschappij De Schelde (Rijn-Schelde combinatie); Thomassen beursfonds af
- 1969: Licentie van Westinghouse beëindigd. Licentie verkregen van General Electric voor het bouwen van zware gasturbines (heavy duty, HD)
- 1970: Productie van dieselmotoren beëindigd
- 1971: Rijn-Schelde fuseert met Verolme (RSV). RSV houdt een minderheidsbelang in Thomassen
- 1974: 40-urige werkweek ingevoerd
- 1982: De laatste gasmotor verlaat de fabriek
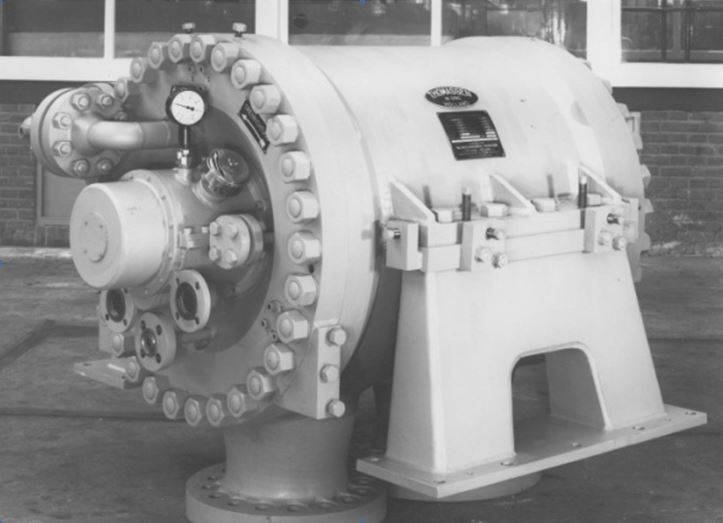
1983: Thomassen levert de eerste GE gasturbine type LM (van luchtvaartturbine afgeleid) in Nederland; oprichting van een LM-serviceshop. Verzelfstandiging Thomassen uit de failliete boedel RSV.
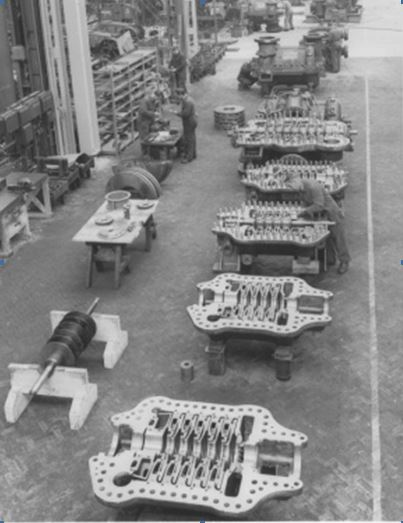
Bouw van Thomassen-Elliottcentrifugaalcompressoren (1960)
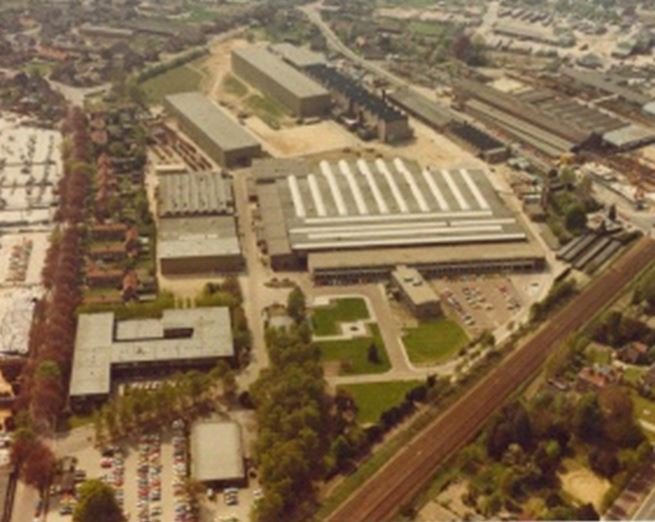
Luchtfoto bedrijf Thomassen omstreeks 1982

- 1988: Beëindiging van de licentie van Elliott
- 1989: Joint-venture met Stewart & Stevenson voor het “packagen” van LM-gasturbines (TSSI)
- 1994: Deutsche Babcock verkrijgt 40% van de aandelen
- 1996: Deutsche Babcock verkrijgt 100% van de aandelen. Oprichting van de divisie Thomassen Compression Systems (TCS). Thomassen International tekent overeenkomst met General Electric voor de productie van stoomturbines tot 150 MW.
- 1998: Licenties van GE voor gasturbines beëindigd. Einde van TSSI. De serviceafdelingen voor HD en LM gasturbines worden gehandhaafd
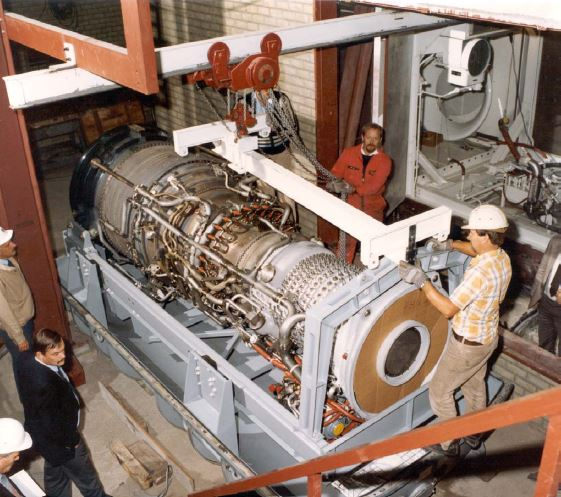
1999: Aflevering van de laatste GE gasturbine. Opsplitsing van Thomassen in vijf zelfstandige bedrijven: Thomassen Compression Systems (TCS, compressoren), Babcock Borsig Power Turbine Services (BBP-TS, HD gasturbines), Thomassen Machining (TM, machinale bewerking), GE Aero Services (GE, LM gasturbines) en Facilty Services Haveland (FSH, gebouwen en terreinen)
- 2000: Oprichting van VBR in Giesbeek (Nu VBR Turbine Partners) door enkele medewerkers van Thomassen. Specialiteit: onderhoud aan LM gasturbines.
- 2010: Verplaatsing van VBR Turbine Partners naar Elst
- 2005: TCS, TM en FSH worden ondergebracht bij Citadel Enterprises (Kroymans)
- 2011: Veranderingen van aandeelhouders: Howden neemt aandelen TCS over; bedrijfsnaam nu Howden Thomassen Compressors. Osse Equipment Manufacturing Group neemt aandelen Thomassen Machining over. Ansaldo neemt aandelen BBP-TS over; bedrijfsnaam nu Ansaldo Thomassen
- 2014: GE Aero Services (“aeroderivatives” van 18 tot 64 MW) wordt opgenomen in de groep “Distributed Power” van “GE Power & Water”, samen met GE Waukesha (gasmotoren van 119 tot 3605 kW) en GE Jenbacher (diesel- en gasmotoren van 120 tot 9500 kW).
- 2015: GE verplaatst Aero Services naar Brindisi, Italië
- 2018: Thomassen Machining overgenomen door UTB Investments
- 2019: Thomassen Machining failliet verklaard; beëindiging van dit deel van Thomassen
- 2019: Howden Thomassen Compressors overgenomen door KPS Capital Partners